# 河合宗元
河合 宗元（かわい むねもと）は江戸時代後期から幕末の武士、姫路藩士、尊王攘夷派志士である。初名は宗邦（むねくに）。惣兵衛、また勸次郎と称し、姫路藩尊攘派の首魁と目された。号は松塢。贈従四位。家紋は違い鷹の羽。替紋は銀杏打違。俸禄は250石。

## 経歴
文化13年（1816年）2月5日、播磨国飾東郡姫路城中曲輪内（現・兵庫県姫路市本町）に誕生し、勸次郎と名付けられる。河合惣兵衛家は雅楽頭酒井家の家老職を務めた河合寸翁家から戦国時代に分家した家系で、本家と同じく代々酒井家に仕えていた。若年より藩校好古堂の学問所教員を勤め、嘉永5年（1852年）に父の病歿を受けて当主となった後は、安政2年（1855年）に惣兵衛と改称し、使番や宗門奉行、作事奉行、物頭、持筒頭を歴任する。同5年（1858年）には同志の一人、境野意英の次男宗貞を婿養子として迎え、次女さきに配した。
文久2年（1862年）に酒井忠績が京都所司代不在中の同地取締りを命じられると、宗元も5月28日に出京を命じられ、入出京を繰り返しながら、同志と共に諸藩の尊攘派志士と交流を深めて行く。特に三條實美の邸には在京中、一日として伺候しない日は無く、實美も宗元が来ないことが有れば書を遣わして招いたという。
文久3年（1863年）4月10日に禁裏御所御守衛人数組頭に任命された後は、6月6日に姉小路公知の暗殺犯探索を命じられ、7月5日に組頭を罷免された。 八月十八日の政変時には實美に付き従って大佛妙法院に至り、京都に留まるように説得したという。自身もその後、京都を離れて大坂、次いで江戸に向かい、幕府に京都の動静を報告したとされる。江戸からの帰国途中には藩主の行列と行きあったため、暫く同道して11月13日に姫路へ帰着した。これ以降、彼は京都に向かうことは無かったとされている。
元治元年（1864年）2月16日、京都に滞在していた婿養子宗貞と同志の江坂行正が脱藩し、同年4月1日に捕縛、翌日の明け方には宗貞の実父意英が自殺しているのが発見された。その影響からか宗元も同4日に眼病を理由として全ての役を退き、同日に謹慎を命じられる。これに先立って、姫路や京都では姫路藩尊攘派の関与した暗殺事件が発生し、前後して関係者の面々が処罰されていたが、6月28日には彼も親類預けとなり、9月6日に入獄。そして同年の12月26日に自殺刑を命じられ、宗元は姫路城中備前門内の牢舎に生涯を終えた。享年49。辞世として「ひをむしの 身をいかてかは 惜しむへき たゝ惜しまるゝ 御代の行末」の歌が伝わっている。宗貞も同日、斬首刑となり、河合家は家断絶を命じられた。同日には宗元父子のほか数十人の尊攘派志士とその関係者が処罰され、2人に斬首、6名に自殺刑、6名に終身禁獄の重罪が命じられたことから、この事件は同年の干支を採って、姫路藩甲子の獄と通称されている。

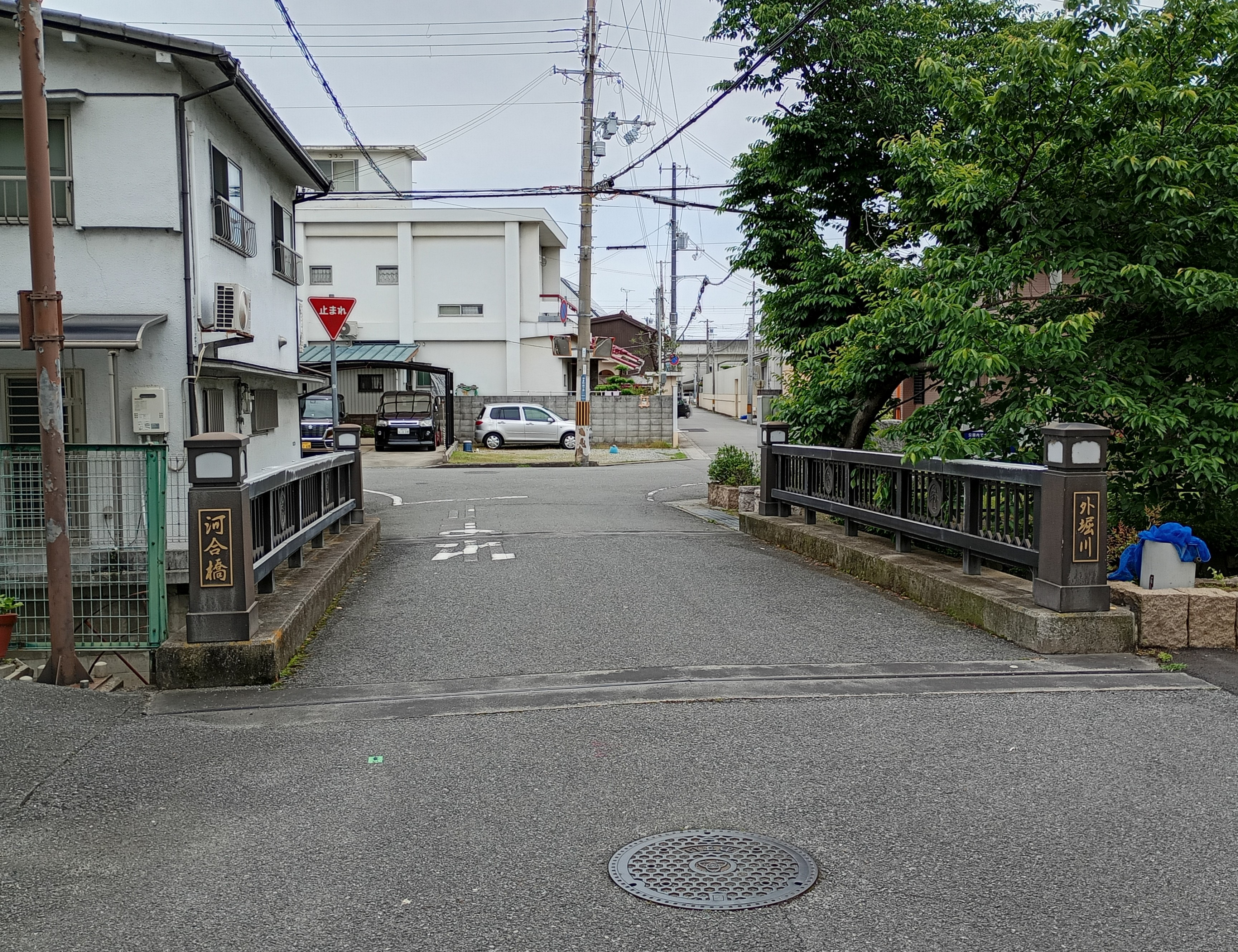
河合橋。

## 歿後
明治元年（1868年）、戊辰の獄を機に藩政が一新され、処罰された家々の再興が認められると、宗元の家も小林定修の三男で同志の一人だった宗孝が名跡養子に入って当主と成り、同家の菩提寺である姫路市坂田町の浄土宗西山禅林寺派寺院、悟真山善導寺に宗元の墓石を建立した。
その後、明治24年（1891年）12月17日に従四位を贈られ、同27年（1894年）に有栖川宮熾仁親王篆額、山田顕義撰、田所千秋書の記念碑が河合邸の側に完成する。大正3年（1914年）5月には同2年（1913年）11月26日に行われた姫路藩勤王志士五十年祭の余資を以て宗元達8名が処刑された旧備前門内の獄舎跡に「姫路藩勤王志士終焉之地」碑が建設された。上記の碑は太平洋戦争終結後、勤王思想を想起させると言う事から引き倒され、城南練兵場（現大手前公園付近）、次いで姫路護国神社裏手に放置されていたが、昭和43年（1968年）、明治百年を記念して再建が決定し、前者は神屋町5丁目の外堀公園、後者は元の備前門跡に作られた大蔵前公園へ再設され、式典当日には宗元の玄孫が碑の除幕を行った。
この外、河合惣兵衛家に由来するものとしては、宗孝やさきが姫路鎮台設置後に移住した場所(現姫路市神屋町4丁目)の前に架かる橋が河合橋と名付けられており、外堀公園は河合公園と通称されることがある。また、播磨国総社内の祖霊社と姫路護国神社は宗元と宗貞を祭神の一柱として祭祀している。
平成16年（2004年）12月には河合惣兵衛家墓所の整備を機として宗元の墓石が善導寺本堂の前に移設され、景福寺山に有った宗貞の墓石も墓所の中へ移された。同年からは12月第3、第4日曜日のどちらかに午後1時より宗元父子の法要が営まれ、関係者以外にも開放されている。

## 人物・逸話
- 養嗣子宗孝が建立した墓石には、容貌は魁梧で、性格は激烈、終始尊攘の大義を以て自任していたと刻まれている。藩校の教員を務めた様に学問に優れる傍ら、武術にも秀でていたらしく、宗元在世当時に使用人を勤めていた人物の家には、襖を締め切った八畳間の中で八尺柄の槍を自由自在に使いこなしたとする話が伝わっていた。
- 刀剣の鑑定を好み、良い品を売る者が有れば千嚢を傾けてでも購入した。物頭在職中には一日、配下の士を集めて佩刀を検め、鈍刀を帯びた者数名にその刀では功を挙げるに足らないと諭し、それぞれに蔵していた刀を贈ったという。
- 婿養子の宗貞が同志と共に城下の商人児嶋政光を暗殺し、興奮して帰宅した際には事情を聞き、政光を斬った事よりも武士が一人を斬っただけで狼狽した事を叱責したとされる。
- 文久3年8月17日に発生した鳥取藩士同士の暗殺事件の際には、知恩院内に於いて自殺しようとしていた河田景与らを同院に駈け付けて説得したとされる。また、自身の収獄までの謹慎中、景与（一説には長州藩士佐々木男也）より幾度も書状で鳥取藩に逃れる事を奨められたが、自分が脱藩すれば、老母に危害が加わる事かも知れず、獄に在る同志を死地に置いて自分だけ助かろうとすることは出来ないとして断ったという。
- 自殺の際には普段の如く談笑して茶を喫し、筆を乞い辞世を認めて死に就いた。一説には刀で自ら首の少し後ろ側を突き刺して、両手で刃を前へ押し、その殆どを切り落としたとする。